# Martín Satriano
Martín Adrián Satriano Costa (Montevideo, 20 februari 2001) is een Uruguayaans profvoetballer die doorgaans speelt als spits. Hij stroomde in 2021 door vanuit de jeugdopleiding van Internazionale, dat hem later verhuurde aan Stade Brestois, Empoli FC en RC Lens. Satriano debuteerde in 2022 in het Uruguayaans voetbalelftal.

## Clubcarrière
Satriano doorliep de jeugdopleiding van Nacional. Namens de jeugdteams was hij regelmatig de aanvoerder. Vanwege zijn doelpunten vanaf de middencirkel werd hij door The Sun vergeleken met Zlatan Ibrahimović. Hij speelde drie oefenwedstrijden voor het eerste elftal, maar speelde er geen officiële wedstrijd.

### Internazionale
Op 31 januari 2020 werd bekendgemaakt dat Satriano de overstap maakte naar Internazionale, waar hij een contract tot medio 2024 ondertekende en aanvankelijk in de jeugdopleiding zou spelen. Hij debuteerde op 21 augustus 2021 in het profvoetbal namens Internazionale, als vervanger van Hakan Çalhanoğlu bij een 4–0 zege op Genoa CFC in de eerste speelronde van de Serie A.

#### Verhuur aan Stade Brestois en Empoli FC
Op 17 januari 2022 werd Satriano door Internazionale voor een half jaar verhuurd aan Stade Brestois. Voor deze club debuteerde hij bij een 2–0 overwinning tegen Lille OSC in de Ligue 1 op 22 januari 2022. In de blessuretijd kwam hij binnen de lijnen voor Steve Mounié. Op 13 februari 2022 maakte hij zijn eerste twee doelpunten in het profvoetbal, waarmee hij bijdroeg aan een 5–1 competitiezege op Troyes AC.
Op 5 juli 2022 werd Satriano wederom door Internazionale verhuurd, ditmaal binnen de eigen competitie aan Empoli FC. Voor deze club maakte hij zijn debuut op 6 augustus 2022. Empoli FC werd die dag in de Coppa Italia uitgeschakeld met een 1–2 nederlaag na een verlenging tegen SPAL. Op 14 augustus 2022 maakte Satriano zijn competitiedebuut voor Empoli FC, als invaller voor Mattia Destro bij een 1–0 verliespartij tegen Spezia. Op 5 september 2022 maakte hij het openingsdoelpunt bij een 2–2 gelijkspel op bezoek bij US Salernitana, zijn eerste doelpunt voor de club. In het restant van het seizoen scoorde hij enkel nog tegen AC Monza (2–1 nederlaag) op 4 maart 2023.
Satriano keerde in de zomer van 2023 terug op huurbasis bij Stade Brestois, ditmaal voor een seizoen. Zijn eerste minuten na zijn rentree maakte hij op 13 augustus 2023, met een basisplaats in het thuisduel met RC Lens. Zijn eerste doelpunt van het seizoen maakte hij op 8 oktober 2023, waarmee hij in de blessuretijd een punt redde tegen Toulouse FC (1–1). Hij miste in de competitie slechts één wedstrijd in een seizoen dat Stade Brestois zich met een derde plek voor het eerst kwalificeerde voor de UEFA Champions League.

### RC Lens
Na zijn terugkeer bij Internazionale werd Satriano verhuurd aan RC Lens met een verplichte optie tot koop. Hij debuteerde voor de club op 25 augustus 2024. Hij verving die dag Rémy Labeau Lascary in een met 2–0 gewonnen competitiewedstrijd tegen zijn voormalige club Stade Brestois. In het doelpuntloze competitieduel met OGC Nice op 28 september 2024 scheurde Satriano de voorste kruisband van zijn linkerknie, waarna hij een operatie onderging en zeven maanden niet in actie kon komen. Op 4 mei 2025 maakte hij zijn rentree door Goduine Koyalipou te vervangen bij een 1–2 overwinning tegen Olympique Lyonnais.

## Clubstatistieken
| Seizoen         | Club             | Competitie      | Competitie | Competitie | Beker | Beker | Internationaal | Internationaal | Totaal | Totaal |
| Seizoen         | Club             | Competitie      | Wed.       | Dlp.       | Wed.  | Dlp.  | Wed.           | Dlp.           | Wed.   | Dlp.   |
| --------------- | ---------------- | --------------- | ---------- | ---------- | ----- | ----- | -------------- | -------------- | ------ | ------ |
| 2021/22         | Internazionale   | Serie A         | 4          | 0          | 0     | 0     | 0              | 0              | 4      | 0      |
| 2021/22         | → Stade Brestois | Ligue 1         | 15         | 4          | 1     | 0     | —              | —              | 16     | 4      |
| 2022/23         | → Empoli FC      | Serie A         | 31         | 2          | 1     | 0     | —              | —              | 32     | 2      |
| 2023/24         | → Stade Brestois | Ligue 1         | 33         | 4          | 3     | 2     | —              | —              | 36     | 6      |
| 2024/25         | → RC Lens        | Ligue 1         | 5          | 0          | 0     | 0     | 0              | 0              | 5      | 0      |
| Carrière totaal | Carrière totaal  | Carrière totaal | 88         | 10         | 5     | 2     | 0              | 0              | 93     | 12     |

Bijgewerkt t/m 5 mei 2025.

## Interlandcarrière
Satriano werd op 7 januari 2022 door bondscoach Diego Alonso opgenomen in de 50-koppige selectie van het Uruguayaans voetbalelftal voor de WK-kwalificatiewedstrijden tegen Paraguay en Venezuela. Hij zat in september 2022 voor het eerst in de definitieve selectie, voor oefeninterlands tegen Iran en Canada. Tegen laatstgenoemde tegenstander debuteerde hij op 27 september 2022, als vervanger van Darwin Núñez bij een 0–2 overwinning. Satriano werd later dat jaar door Alonso opgenomen in de 55-koppige voorlopige Uruguayaanse selectie voor het WK 2022 in Qatar. Hij viel echter af voor de definitieve selectie. Hij is door Europese journalisten genoemd als opvolger voor Luis Suárez of Edinson Cavani.
| Interlands van Martín Satriano voor Uruguay | Interlands van Martín Satriano voor Uruguay | Interlands van Martín Satriano voor Uruguay | Interlands van Martín Satriano voor Uruguay | Interlands van Martín Satriano voor Uruguay | Interlands van Martín Satriano voor Uruguay |
| №                                           | Datum                                       | Wedstrijd                                   | Uitslag                                     | Competitie                                  | Goals                                       |
| ------------------------------------------- | ------------------------------------------- | ------------------------------------------- | ------------------------------------------- | ------------------------------------------- | ------------------------------------------- |
| 1                                           | 27 september 2022                           | Canada – Uruguay                            | 0 – 2                                       | Vriendschappelijk                           |                                             |

Bijgewerkt t/m 5 mei 2025.

## Persoonlijk
Satriano heeft in 2023 op zijn arm een tatoeage van het logo van Nacional gezet. Zijn vader Gerardo Satriano is een voormalig voetballer en zijn moeder is huisvrouw. Hij heeft vier broers en zussen.